# ジョーダン・スピース
ジョーダン・スピース（Jordan Spieth  , 1993年7月27日 - ）は、アメリカ・テキサス州ダラス出身のプロゴルファーである。身長185cm、体重84kg。

## アマチュア時代
全米ジュニア・アマチュア選手権で2009年と2011年に優勝。全米ジュニア・アマチュア選手権で複数回優勝したのはタイガー・ウッズに続き二人目。
2012年、テキサス大学の一員として、NCAA選手権で優勝、オールアメリカンにも選ばれた。全米オープンではローアマチュア（出場アマチュア選手最上位）を獲得した。

## プロ経歴
2013年7月のジョンディア・クラシックでは、ザック・ジョンソン、デビッド・ハーンとのプレーオフを制してPGAツアー初勝利をあげた。PGAツアーで10代で優勝したのは82年ぶり。2013年のPGAツアーの新人賞（ルーキー・オブ・ザ・イヤー）を受賞した。またキャプテン推薦でプレジデンツカップにも出場した。2014年には第40回ライダーカップ、ダンロップフェニックスにも出場。豪PGAツアーのエミレーツ・オーストラリアン・オープンでプロ2勝目を挙げた。
2015年には前年2位となったマスターズでタイガー・ウッズの記録に並ぶ270ストローク、史上2番目の若さで優勝を果たし、グリーンジャケットを獲得した。続く6月の全米オープンでは最終日最終組の1組前でプレーし、トップで最終組を待った。その後ダスティンが18番パー5のグリーンで3パットを喫してしまったことで全米オープン初優勝を果たし、メジャー選手権連勝を果たした。8月に全米プロでは2位となり、ローリー・マキロイが保持していた世界ランク1位を獲得した。しかし2週間後のプレーオフ第1戦のザ・バークレイズで予選落ちし、世界ランク1位をマキロイに明け渡した。その後ツアー最終戦のツアー選手権で優勝し、フェデックスカップ初優勝となり、世界ランクも1位に返り咲いた。
2016年は初戦のヒュンダイ選手権で優勝。しかし4月のマスターズでは3日間首位を守りながらも最終日アーメンコーナーの12番パー3で2度の池に入られこのホールを「7」とし、優勝をダニー・ウィレットに奪われてしまった。

## 通算成績 (16勝)

### PGAツアー (13勝)
| 大会グレード                         |
| メジャー選手権 (3)                   |
| フェデックス・カップ・プレーオフ (1) |
| ツアー (9)                           |

| No. | 年月日        | 大会                                           | 優勝スコア      | アンダーパー | 打差       | 2位 (タイ)                                             |
| --- | ------------- | ---------------------------------------------- | --------------- | ------------ | ---------- | ------------------------------------------------------ |
| 1.  | 2013年7月14日 | ジョンディア・クラシック                       | 70-65-65-65=265 | -19          | プレーオフ | ザック・ジョンソン デビッド・ハーン                    |
| 2.  | 2015年3月15日 | バルスパー選手権                               | 70-67-68-69=274 | -10          | プレーオフ | ショーン・オヘア パトリック・リード                    |
| 3.  | 2015年4月12日 | マスターズ・トーナメント                       | 64-66-70-70=270 | -18          | 4打差      | フィル・ミケルソン ジャスティン・ローズ                |
| 4.  | 2015年6月21日 | 全米オープン                                   | 68-67-71-69=275 | -5           | 1打差      | ダスティン・ジョンソン ルイ・ウーストハイゼン          |
| 5.  | 2015年7月12日 | ジョンディア・クラシック                       | 71-64-61-68=264 | -20          | プレーオフ | トム・ギリス                                           |
| 6.  | 2015年9月27日 | ザ・ツアーチャンピオンシップ                   | 68-66-68-69=271 | -9           | 4打差      | ダニー・リー ジャスティン・ローズ ヘンリク・ステンソン |
| 7.  | 2016年1月10日 | ヒュンダイ・トーナメント・オブ・チャンピオンズ | 66-64-65-67=262 | -30          | 8打差      | パトリック・リード                                     |
| 8.  | 2016年5月29日 | ディーン・アンド・デルーカ・インビテーショナル | 67-66-65-65=263 | -17          | 3打差      | ハリス・イングリッシュ                                 |
| 9.  | 2017年2月12日 | AT&Tペブルビーチプロアマ                       | 68-65-65-70=268 | -19          | 4打差      | ケリー・クラフト                                       |
| 10. | 2017年6月25日 | トラベラーズ選手権                             | 63-69-66-70=268 | -12          | プレーオフ | ダニエル・バーガー                                     |
| 11. | 2017年7月23日 | 全英オープン                                   | 65-69-65-69=268 | -12          | 3打差      | マット・クーチャー                                     |
| 12. | 2021年4月4日  | バレロテキサスオープン                         | 67-70-67-66=270 | -18          | 2打差      | チャーリー・ホフマン                                   |
| 13. | 2022年4月17日 | RBCヘリテージ                                  | 69-68-68-66=271 | -13          | プレーオフ | パトリック・カントレー                                 |

PGAツアープレーオフ記録 (5–3)
| No. | 年   | 大会                     | 対戦相手                            | 内容                                                                   |
| --- | ---- | ------------------------ | ----------------------------------- | ---------------------------------------------------------------------- |
| 1.  | 2013 | ジョンディア・クラシック | ザック・ジョンソン デビッド・ハーン | プレーオフ4ホール目、パーで優勝。                                      |
| 1.  | 2013 | ウィンダム選手権         | パトリック・リード                  | プレーオフ2ホール目、リードがバーディー、リードが優勝。                |
| 2.  | 2015 | バルスパー選手権         | ショーン・オヘア パトリック・リード | プレーオフ3ホール目、バーディーで優勝。                                |
| 2.  | 2015 | ヒューストン・オープン   | J.B.ホームズ ジョンソン・ワグナー   | ホームズが2ホール目でパーを決め優勝。スピースは1ホール目でパーで脱落。 |
| 3.  | 2015 | ジョンディア・クラシック | トム・ギリス                        | プレーオフ2ホール目、パーで優勝。                                      |
| 3.  | 2017 | トラベラーズ選手権       | ダニエル・バーガー                  | プレーオフ1ホール目、バーディーで優勝。                                |
| 4.  | 2017 | ザ・ノーザントラスト     | ダスティン・ジョンソン              | ジョンソンが1ホール目でバーディーを決め優勝。                          |
| 5.  | 2022 | RBCヘリテージ            | パトリック・カントレー              | プレーオフ2ホール目、パーで優勝。                                      |
| 3.  | 2023 | RBCヘリテージ            | マシュー・フィッツパトリック        | フィッツパトリックがプレーオフ2ホール目でバーディーを決め優勝。        |

### 豪PGAツアー (2勝)
| No. | 年月日         | 大会                                       | 優勝スコア      | アンダーパー | 打差       | 2位 (タイ)                            |
| --- | -------------- | ------------------------------------------ | --------------- | ------------ | ---------- | ------------------------------------- |
| 1.  | 2014年11月30日 | エミレーツ・オーストラリアン・オープン     | 67-72-69-63=271 | -13          | 6打差      | ロッド・パンプリング                  |
| 2.  | 2016年11月20日 | エミレーツ・オーストラリアン・オープン (2) | 69-70-68-69=276 | -12          | プレーオフ | アシュリー・ホール キャメロン・スミス |

### その他
| No. | 年月日        | 大会                         | 優勝スコア            | 打差   | 2位 (タイ)           |
| --- | ------------- | ---------------------------- | --------------------- | ------ | -------------------- |
| 1.  | 2014年12月7日 | ヒーロー・ワールドチャレンジ | -26 (66-67-63-66=262) | 10打差 | ヘンリク・ステンソン |

## メジャー選手権の成績
| トーナメント         | 2012  | 2013 | 2014 | 2015 | 2016 | 2017 | 2018 | 2019 |
| -------------------- | ----- | ---- | ---- | ---- | ---- | ---- | ---- | ---- |
| マスターズ           | DNP   | DNP  | T2   | 1    | T2   | T11  | 3    | 21   |
| 全米オープン         | T21LA | CUT  | T17  | 1    | T37  | T35  | CUT  | 3    |
| 全英オープン         | DNP   | T44  | T36  | T4   | T30  | 1    | 9    | 20   |
| 全米プロゴルフ選手権 | DNP   | CUT  | CUT  | 2    | T13  | T28  | 12   | DNP  |

LA = ローアマチュア

DNP = 不参加

CUT = 予選落ち

"T" タイ

背景黄色は10位内入賞